# Jaume III de Xèrica
Jaume III de Xèrica i de Llúria (? - 1335) fou un noble valencià, el tercer baró de Xèrica i de les viles de El Toro, Viver, Altura, Eslida, Begís, Aín, Suera, Fanzara, Pina, Veo, Castellmontan, Soto, Sinarques, Domenyo, Loriguilla, Toixa, Planes, Travadell i Almudaina. Els seus pares eren Jaume II de Xèrica i Beatriu de Llúria. Era germà de Pere, que el va succeir, Maria de Xèrica coneguda també com (Maria Álvarez de Xèrica), Beatriu de Llúria i d'Alfons Roger, així com un possible germanastre, Joan Álvarez.
Des de la mort del seu pare, el patrimoni familiar estava sent administrat per la seva mare Beatriu de Llúria, fet que Jaume no acceptava.
Comptava amb el favor de l'Infant Alfons, a qui va socórrer durant la conquesta de Sardenya en 1323, juntament amb el seu germà Pere de Xèrica i molts dels seus vassalls.
El 1326 entrà en conflicte amb sa mare per la qüestió de l'administració dels seus senyorius. Sa mare Beatriu de Llúria pretenia quedar-se amb la major part en pagament a la gran dot que havia aportat. Jaume III de Xèrica li demanava per ell les terres de la Vall de Xelva i Serra d'Eslida, però ella estava en contra perquè la seua intenció era acumular totes les rendes i crear una nova vinculació pel seu segon fill Pere de Xèrica. Per consell de l'Infant Alfons va prendre a la força diverses poblacions i castells. Una sentència reial, feta també per infant i el governador de València En Bernat, el rei Jaume II d'Aragó a Saragossa va ordenar el retorn de tot el que havia pres a la seva mare, a excepció de la baronia de Xèrica. Es va acabar casant amb la vídua de Sanç I de Mallorca, Maria d'Anjou, que era germana del rei de Nàpols Robert I també com a part d'aquest pacte entre mare i fill per apaivagar el conflicte.
El 1328, era present a la cerimònia de coronació del rei Alfons el Benigne desenvolupant el rol de portabandera reial, responsabilitat que també havia desenvolupat el seu pare.
Entre el 1329 i el 1332 va ser destinat a la frontera valenciana amb el Regne de Múrcia com a procurador general de l'infant Pere a València de Xixona ençà. Fins i tot, va lluitar com a capità de l'infant castellà Joan Manuel per defensar Múrcia. Just després, va posar-se al servei d'Alfons XI de Castella per participar en el setge de Gibraltar. També fou enviat a Roma com a diplomàtic a la cort pontifícia.
Ell i el seu germà Pere de Xèrica eren alguns dels acompanyants de la reina Elionor quan aquesta va fugir el 1334, poc abans de la mort del seu marit el rei Alfons, perseguida pel seu fillastre i hereu al tron catalanoaragonès, Pere el Cerimoniós. Van anar fins a Ateca, on la reina es va trobar amb el seu germà Alfons XI de Castella.
Quan Jaume de Xèrica va morir sense fills, la seva esposa fou enviada pel rei a València i posteriorment amb el seu germà Robert a causa del seu estat psíquic alterat, per tal que passés els darrers dies a la Provença pairal. El seu successor va ser el seu germà Pere de Xèrica.